# Iglesia de San Pedro (Perorrubio)
La iglesia de San Pedro es una iglesia católica dedicada a San Pedro ad Vincula sita en la localidad de Perorrubio, en la provincia de Segovia, comunidad autónoma de Castilla y León, España. Recibió la catalogación de Bien de Interés Cultural el 8 de junio de 1995.

## Descripción
Iglesia románica de los siglos XII-XIII, de una sola nave y ábside semicircular. Al Norte se sitúa la torre, de dos cuerpos separados por imposta, y sencilla factura. La construcción general es de mampostería revocada con refuerzos de sillerías en las esquinas.
Su exterior, de equilibrada volumetría, trasluce la planta. Un magnífico pórtico, de sillería caliza, recorre las fachadas Sur y Oeste. Se levanta sobre un zócalo, en donde se apoyan las columnas pareadas, en capiteles historiados de rica talla sobre los que descansan los arcos de medio punto.
Al Sur se localiza el acceso principal, mediante arco de medio punto doblado, decorado con palmetas en las dovelas y cenefa geométrica en la rosca exterior. Modelo que se repite en la puerta de entrada al templo. Al Oeste se localiza la llamada «puerta de los pies», hoy cegada, con dovelas decoradas en zigzag.
El ábside, al exterior, presenta un vano de medio punto abocinado, con columnas de capiteles historiados. Se remata en cornisa de canecillos ajedrezados, que sostienen un tejado cónico.
En su interior, la nave se cubre con armadura de madera, mientras que el presbiterio y el ábside se cubren con bóveda de medio cañón y de horno respectivamente. El arco toral que separa la nave del presbiterio, es de caliza grisácea, arranca de dos columnas adosadas, con capiteles figurados. A los pies se localiza el coro.